# Urania sloanus
Urania sloanus är en fjärilsart som beskrevs av Pieter Cramer 1779. Urania sloanus ingår i släktet Urania och familjen Uraniidae. Inga underarter finns listade i Catalogue of Life.

## Bildgalleri

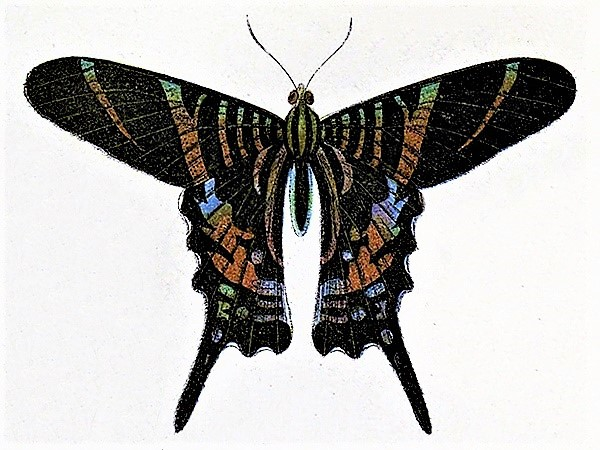